# Andžara
Andžara (arabsky عنجرة, v anglickém přepisu Anjara) je město v severozápadním Jordánsku, administrativně součást guvernorátu Adžlún. V roce 2015 zde byl počet obyvatel odhadován na 26 tisíc. Město se rozkládá v hornaté krajině, na svazích kopců, v nadmořské výšce od 800 do 1000 m. Je známé v západním světě díky poutnímu kostelu.
Název města pochází z arabštiny a vznikl spojením slov Ain (označující pramen) a Džara označující běh/tok. Andžara tak znamená tekoucí pramen. 
Vzhledem ke své lokalitě a nadmořské výšce zde převládá středomořské klima. Léta jsou horká a zimy chladné, průměrný roční úhrn srážek zde dosahuje 450–550 mm.

## Poloha
Andžara se nachází 3 km jižně od Adžlúnu, 14 km západně od Džaraše, 42 km severozápadně od Ammánu a 47 km východně na Nábulusu na Západním Břehu Jordánu. Městem prochází silniční tah (č. 20, směřující z Džaraše k řece Jordán). Jeho zástavba je orientována v západo-východním směru víceméně po vrstevnicích okolních hor. 

## Historie
Město bylo součástí řady starověkých říší, např. také Nabatejského království.

#### Biblické místo
Podle Bible se v lokalitě dnešní Andžary zastavil Ježíš s Pannou Marií a  několika svými následovníky, kde se zastavili a odpočinuli v místní jeskyni na cestě z Jeruzaléma do Galileje. V místě, kde se tato jeskyně měla údajně nacházet, se dnes nachází katolický poutní kostel zasvěcený Panně Marii. Kostel byl obnoven v roce 1932. 
Dle osmanských záznamů z roku 1596 bylo město součástí náchie (administrativní jednotky) Adžlún. Počet obyvatel zde činil 27 muslimských domácností a 13 domácností křesťanských. Obyvatelstvo se zde v okolí vždy věnovalo zemědělství, např. jsou v okolí pěstovány ovocné stromy. Tradici má také výroba olivového oleje.
Od roku 1955 má Andžara status města (městská rada).
V roce 1961 bylo v Andžaře napočítáno 3163 obyvatel, 719 z nich se hlásilo k (ortodoxnímu) křesťanství, ostatní k sunnitskému islámu.
V roce 2004 měla dle jordánského sčítání lidu 17 618 obyvatel, a roku 2012 celkem 22 tisíc obyvatel. Dramatický růst města z tří tisíc na téměř třicet tisíc obyvatel za posledních padesát let klade vysoké nároky na rozvoj infrastruktury, a to nejen např. na školy nebo dopravu. Na počátku 21. století trpělo město také výpadky v dodávkách vody.

## Mariánský zázrak
V květnu 2010 došlo v Andžaře k Mariánskému zázraku - socha Panny Marie s Jezulátkem umístěná v sanktuáři Panny Marie v kopcích nad Andžarou začala ronit krvavé slzy. Zázraku byly přítomny jak řádová sestra, tak další věřící. Socha je umístěná za sklem, které je zamčené, v oltářním prostoru - grotě na počest přenocování Panny Marie a Ježíše v zdejších horách. Dřevěná socha je z Itálie a její stáří je odhadováno na 150-200 let. Zázrak je vykládán například jako zjevení se milující Panny Marie v oblasti, kde se nachází sirotci. 

## Známé osobnosti
- Saba Mubarak, jordánská herečka
- Lewis Mukattash, jordánský lingvista a učenec